# Chotyń
Chotyń (deutsch Neu Kowanz) ist ein Wohnplatz bei Kowańcz (Kowanz) in der Woiwodschaft Westpommern in Polen. Er gehört zur Gmina Karlino (Stadt- und Landgemeinde Körlin) im Powiat Białogardzki (Belgarder Kreis).

## Geographische Lage
Der Wohnplatz liegt in Hinterpommern, etwa 30 Kilometer südöstlich von Kołobrzeg (Kolberg) und etwa 5 Kilometer westlich von Karlino (Körlin). Nachbarorte sind im Osten Kowańcz (Kowanz), im Norden Karścino (Kerstin) und im Südwesten Krukowo (Kruckenbeck). Etwa drei Kilometer südlich verläuft in West-Ost-Richtung die Staatsstraße 6, die hier der ehemaligen Reichsstraße 2 entspricht.

## Geschichte
Der Ort entstand im 19. Jahrhundert als Folge der Separation des Dorfes Kowanz, also der Neuordnung des Grundbesitzes und der Bodenbewirtschaftung. Kowanz war ein Bauerndorf, in dem das Amt Körlin verschiedene Rechte hatte; das ehemals königlich-preußische Amt Körlin wiederum war 1810 in Privatbesitz verkauft worden. Nach der Separation erhielt der Besitzer des Amtes Körlin eine Fläche westlich des Dorfes Kowanz, auf der er eine Schäferei errichtete. Diese führte Mitte des 19. Jahrhunderts den Namen Fischerhof, benannt nach dem Besitzer des Amtes, einem Herrn Fischer. Ein „Etablissement Fischerhof“ wird in Heinrich Berghaus’ Landbuch des Herzogtums Pommern und des Fürstentums Rügen (1867) genannt. Um 1870 kaufte ein Rückwanderer aus Amerika den Hof, der danach den Namen Neu Amerika führte.
Im Jahre 1901 kaufte ein neuer Besitzer den Hof, der später den Namen Neu Kowanz erhielt. Sein Nachkomme Karl Heinrich Schwarz war der letzte deutsche Besitzer von Neu Kowanz. Neu Kowanz gehörte bis 1945 zur Gemeinde Kowanz und mit dieser zum Landkreis Kolberg-Körlin in der preußischen Provinz Pommern.
1945 kam der Ort, wie ganz Hinterpommern, an Polen. Der Besitzer, seine Angehörigen und sechs Familien wurden vertrieben. Neu Kowanz erhielt den polnischen Ortsnamen Chotyń.
Heute gehört der Ort zur Gmina Karlino (Stadt- und Landgemeinde Körlin) und dort zum Schulzenamt Karścino (Kerstin).

## Einwohnerentwicklung
- 1871: 30[5]
- 1885: 27[5]
- 1895: 32[5]
- 1905: 34[5]
- 1925: 36[5]